# Тянь Жуйнин
Тянь Жуйнин (кит. упр. 田芮宁, пиньинь Tián Ruìníng, род. 17 января 1997, Синьцзян-Уйгурский автономный район) — китайская конькобежка. Участница зимних Олимпийских игр 2018 и 2022 года.

## Биография
Тянь Жуйнин родилась в семье нефтяников. Её отец Тянь Фэн и мать Ли Липин с детства приучали свою дочь к спорту. В возрасте 8-ми лет, в 2005 году начала кататься на роликовых коньках после того, как её тётя подарила ей пару роликовых коньков, и во 2-м классе она выиграла чемпионат по катанию на роликовых коньках в группе начальной школы Карамая. Позже она была принята в любительскую спортивную школу в Карамае. Тянь Жуйнин была отличным учеником и её успеваемость была в топ-5; в школе она являлась образцом для подражания в интеллектуальном и физическом развитии. В 2010 году её заметил Лю Яньфэй, культовая фигура конькобежного спорта Синьцзяна, и рекомендовал в команду по конькобежному спорту, в которой начала выступать в возрасте 13 лет в Урумчи. Выступает за команду «Xinjiang Uyghur».
В 2010 году на 12-х Национальных играх Автономного округа она заняла первое место на 4-х дистанциях и выиграла многоборье. В 2012 году дебютировала на Кубке мира среди юниоров в Чанчуне и сразу заняла 2-е место в масс-старте. В сентябре 2014 года она получила травму связок правой лодыжки, что потребовало около месяца реабилитации. В 2016 году Тянь на 13-х национальных зимних играх выиграла"серебро" на дистанции 3000 м, а среди девушек заняла 3-е место на дистанции 1500 м.
В том же году выступала на юниорском чемпионате мира в Цзилине, где заняла лучшее 7-е место на дистанции 1000 метров, а также 4-е место в составе сборной Китая в командной гонке преследования. В 2017 году впервые выступила на чемпионате мира в спринтерском многоборье в Калгари, где заняла последнее, 28-е место.
В 2018 году вошла в состав сборной Китая на зимних Олимпийских играх в Пхёнчхане. На дистанции 500 метров заняла 20-е место, показав результат 38,86 секунды и уступив 1,92 секунды завоевавшей золото Нао Кодайре из Японии. На дистанции 1000 метров заняла 21-е место, показав результат 1 минута 16,69 секунды и уступив 3,13 секунды ставшей победительницей Йорин тер Морс из Нидерландов. На дистанции 1500 метров заняла 23-е место с результатом 2.00,29, уступив 5,94 секунды завоевавшей золото Ирен Вюст из Нидерландов.
В марте 2019 года она заняла 2-е место на национальном чемпионате, а на чемпионате мира на отдельных дистанциях в Инцелле заняла 18-е место на 500-метровке (38,41). В 2020 году на чемпионате мира на отдельных дистанциях в Солт-Лейк-Сити заняла 17-е место на 500-метровке (37,85). В командном спринте сборная Китая, за которую также выступали Цзинь Цзинчжу и Чжао Синь, заняла последнее, 4-е место.
В том же году на чемпионате мира в спринтерском многоборье в Хамаре стала 17-й. В ноябре 2021 года на Кубке мира в Томашув-Мазовецком заняла 5-е место на дистанции 500 м и в очередной раз установила личный рекорд, 5 декабря на этапе в Солт-Лейк-Сити финишировала 7-й с результатом 37,035 сек. 13 февраля 2022 года на зимних Олимпийских играх в Пекине Тянь заняла 14-е место в забеге на 500 м с результатом 37,98 сек.

## Личная жизнь
Тянь Жуйнин училась в Синьцзянском педагогическом университете на факультете физического воспитания.

## Награды
- 2012 год — названа Элитной спортсменкой национального класса Главным управлением спорта Китая.